# Rothenseer Straße 3 (Magdeburg)

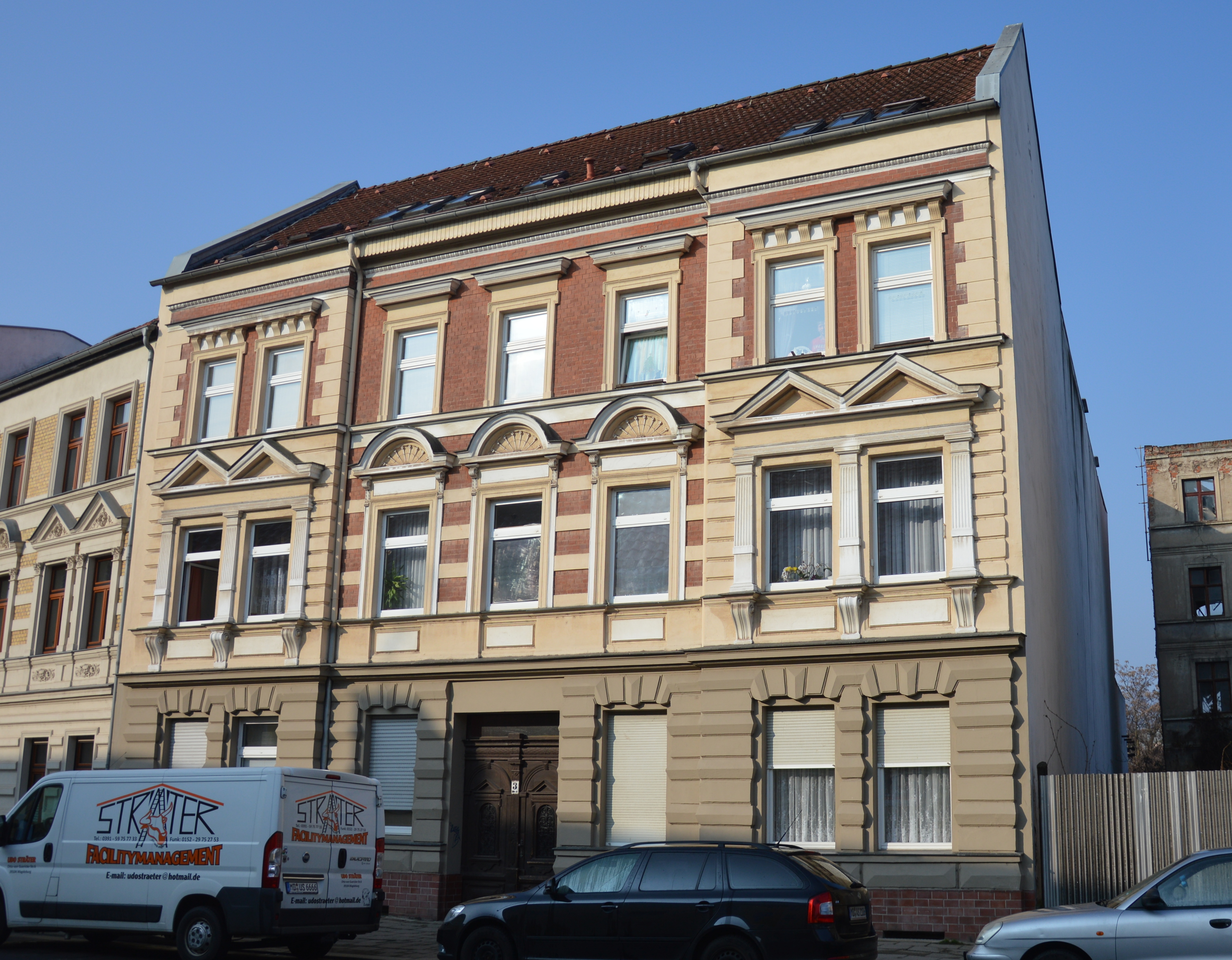
Wohnhaus Rothenseer Straße 3

Das Haus Rothenseer Straße 3 ist ein denkmalgeschütztes Gebäude in Magdeburg in Sachsen-Anhalt.

## Lage
Es befindet sich im Magdeburger Stadtteil Alte Neustadt am südlichen Ende der Rothensseer Straße, auf deren Westseite. Südlich des Hauses steht das gleichfalls denkmalgeschützte Haus Rothenseer Straße 2a, nördlich das Haus Rothenseer Straße 4.

## Architektur und Geschichte
Das dreigeschossige Wohnhaus wurde etwa 1880/1890 als Ziegelbau im Stil der Neorenaissance errichtet. Jeweils die beiden äußeren Achsen der siebenachsigen Fassade treten als flache Seitenrisalite hervor. Die Fassade ist repräsentativ mit Putzelementen gegliedert. Im Erdgeschoss ist die Fassade rustiziert. Die Fenster der Beletage sind an den Seitenrisaliten mit spitzen an den übrigen Fenstern mit halbrunden Verdachungen verziert.
Der Bau ist Teil einer gründerzeitlichen Häuserzeile.
Im örtlichen Denkmalverzeichnis ist das Wohnhaus unter der Erfassungsnummer 094 81876 als Baudenkmal verzeichnet.